# Paris, Not France
Paris, Not France es un documental de 2009 con la heredera estadounidense Paris Hilton. El documental de 68 minutos muestra las crónicas de Hilton durante su éxito profesional muy publicitado y luchas personales.

## Sinopsis
Las cámaras siguen el día a día de la vida de la modelo/actriz/mujer de negocios/heredera/ícono Paris Hilton. Hilton revela la verdad sobre su estilo de vida escandaloso y sobre las especulaciones y rumores de los tabloides.

## Lanzamiento

### Promoción
Con el fin de promocionar la película, MTV lanzó varios tráileres comerciales y de películas (documental).
Una proyección especial tomó lugar en Los Ángeles el 23 de julio de 2009 en el Teatro Majestic Crest.